# جويل أولسون
جويل أولسون (بالإنجليزية: Joel Olson)‏ هو عالم سياسة أمريكي، ولد في 4 نوفمبر 1967 في يبسيلانتي في الولايات المتحدة، وتوفي في 28 مارس 2012 في نوتنغهام في المملكة المتحدة.